# Jurament olímpic
El jurament olímpic és un jurament realitzat per un esportista i un jutge durant la cerimònia d'obertura de cada Jocs Olímpics.
L'esportista, un de l'equip del país organitzador, sosté un extrem de la bandera olímpica mentre llegix el jurament, que diu: 
| « | En nom de tots els competidors, prometo que participarem en aquests Jocs Olímpics, respectant i atenint-nos a les regles que els governen, comprometent-nos a un esport sense dopatge i sense drogues, amb l'esperit veritable de l'esportivitat, per la glòria de l'esport i l'honor dels nostres equips. | » |
| — | |   |

El jutge, també del país organitzador, sostenint així mateix un dels extrems de la Bandera Olímpica, diu:
| « | En nom de tots els jutges i àrbitres, prometo que oficiarem en aquests Jocs Olímpics sense prejudici, respectant i atenint-nos a les regles que els governen amb l'esperit veritable de l'esportivitat. | » |
| — | |   |

## Història
El jurament olímpic, escrit per Pierre de Coubertin, va ser realitzat per primera vegada en els Jocs Olímpics d'Estiu de 1920 realitzats a la ciutat d'Anvers (Bèlgica). Pel que fa als jurament dels jutges el primer es va realitzar en els Jocs Olímpics d'Estiu de 1972 realitzats a Múnic (Alemanya).
L'atleta Victor Boin fou l'encarregat de llegir el text l'abril de 1920 en l'obertura dels Jocs Olímpics realitzats a Anvers, llegint el text:
| « | Jurem que prendrem part en els Jocs Olímpics amb un esperit de cavallerositat, per l'honor del nostre país i per la glòria de l'esport. | » |
| — | |   |

Posteriorment es va canviar "jurar" per "prometre" i "país" per "equip". La part que concerneix al dopatge va ser afegida als Jocs Olímpics d'Estiu de 2000 realitzats a Sydney (Austràlia).

## Juraments
Atletes i jutges que han realitzat el Jurament Olímpic són:
| Olimpíades                     | Esportista                                        | Jutge                   |
| ------------------------------ | ------------------------------------------------- | ----------------------- |
| Jocs Olímpics d'Estiu de 1920  | Victor Boin                                       | -                       |
| Jocs Olímpics d'Hivern de 1924 | Camille Mandrillon                                | -                       |
| Jocs Olímpics d'Estiu de 1924  | Georges André                                     | -                       |
| Jocs Olímpics d'Hivern de 1928 | Hans Eidenbenz                                    | -                       |
| Jocs Olímpics d'Estiu de 1928  | Harry Dénis                                       | -                       |
| Jocs Olímpics d'Hivern de 1932 | Jack Shea                                         | -                       |
| Jocs Olímpics d'Estiu de 1932  | George Calnan                                     | -                       |
| Jocs Olímpics d'Hivern de 1936 | Willy Bogner, Sr.                                 | -                       |
| Jocs Olímpics d'Estiu de 1936  | Rudolf Ismayr                                     | -                       |
| Jocs Olímpics d'Hivern de 1948 | Bibi Torriani                                     | -                       |
| Jocs Olímpics d'Estiu de 1948  | Donald Finlay                                     | -                       |
| Jocs Olímpics d'Hivern de 1952 | Torbjørn Falkanger                                | -                       |
| Jocs Olímpics d'Estiu de 1952  | Heikki Savolainen                                 | -                       |
| Jocs Olímpics d'Hivern de 1956 | Giuliana Minuzzo                                  | -                       |
| Jocs Olímpics d'Estiu de 1956  | John Landy (Melbourne) Henri Saint Cyr (Estocolm) | -                       |
| Jocs Olímpics d'Hivern de 1960 | Carol Heiss                                       | -                       |
| Jocs Olímpics d'Estiu de 1960  | Adolfo Consolini                                  | -                       |
| Jocs Olímpics d'Hivern de 1964 | Paul Aste                                         | -                       |
| Jocs Olímpics d'Estiu de 1964  | Takashi Ono                                       | -                       |
| Jocs Olímpics d'Hivern de 1968 | Léo Lacroix                                       | -                       |
| Jocs Olímpics d'Estiu de 1968  | Pablo Garrido                                     | -                       |
| Jocs Olímpics d'Hivern de 1972 | Keiichi Suzuki                                    | Fumio Asaki             |
| Jocs Olímpics d'Estiu de 1972  | Heidi Schüller                                    | Heinz Pollay            |
| Jocs Olímpics d'Hivern de 1976 | Werner Delle Karth                                | Willy Köstinger         |
| Jocs Olímpics d'Estiu de 1976  | Pierre St.-Jean                                   | Maurice Fauget          |
| Jocs Olímpics d'Hivern de 1980 | Eric Heiden                                       | Terry McDermott         |
| Jocs Olímpics d'Estiu de 1980  | Nikolai Andriànov                                 | Alexander Medved        |
| Jocs Olímpics d'Hivern de 1984 | Bojan Križaj                                      | Dragan Perovic          |
| Jocs Olímpics d'Estiu de 1984  | Edwin Moses                                       | Sharon Weber            |
| Jocs Olímpics d'Hivern de 1988 | Pierre Harvey                                     | Suzanna Morrow-Francis  |
| Jocs Olímpics d'Estiu de 1988  | Hur Jae Shon Mi-Na                                | Lee Hak-Rae             |
| Jocs Olímpics d'Hivern de 1992 | Surya Bonaly                                      | Pierre Bornat           |
| Jocs Olímpics d'Estiu de 1992  | Luis Doreste Blanco                               | Eugeni Asensio          |
| Jocs Olímpics d'Hivern de 1994 | Vegard Ulvang                                     | Kari Karing             |
| Jocs Olímpics d'Estiu de 1996  | Teresa Edwards                                    | Hobie Billingsley       |
| Jocs Olímpics d'Hivern de 1998 | Kenji Ogiwara                                     | Junko Hiramatsu         |
| Jocs Olímpics d'Estiu de 2000  | Rechelle Hawkes                                   | Peter Kerr              |
| Jocs Olímpics d'Hivern de 2002 | Jimmy Shea                                        | Allen Church            |
| Jocs Olímpics d'Estiu de 2004  | Zoi Dimoschaki                                    | Làzaros Voreadis        |
| Jocs Olímpics d'Hivern de 2006 | Giorgio Rocca                                     | Fabio Bianchetti        |
| Jocs Olímpics d'Estiu de 2008  | Zhang Yining                                      | Huang Liping            |
| Jocs Olímpics d'Hivern de 2010 | Hayley Wickenheiser                               | Michel Verrault         |
| Jocs Olímpics d'Estiu de 2012  | Sarah Stevenson                                   | Mik Basi                |
| Jocs Olímpics d'Hivern de 2014 | Ruslan Zakharov                                   | Vyacheslav Vedenin, Jr. |
| Jocs Olímpics d'Estiu de 2016  | Robert Scheidt                                    | Martinho Nobre          |
| Jocs Olímpics d'Hivern de 2018 | Mo Tae-bum                                        | Kim Woo-sik             |